# 京都日産自動車
京都日産自動車株式会社（きょうとにっさんじどうしゃ）は、京都市に本社を置く京都府全域で展開する日産自動車の直営販売店。

## 概要
1942年（昭和17年）11月に発足した京都自動車配給会社が、1946年（昭和21年）10月に日産自動車の総代理店となり、京都日産自動車として再出発。1954年（昭和29年）5月にはプリンス自動車の代理店として京都プリンス自動車が設立され、この2社が京都日産の起源となる。
その後、京都日産自動車から京洛日産モーター（のちの京都日産モーター）、日産チェリー京都が設立・分離独立され、後に再吸収される。京都プリンス自動車は1966年（昭和41年）、メーカーの合併により日産プリンス京都販売となり、日産サニー京都南・後に日産サニー京都北と合併・日産サニー京都販売（S41～H13）を設立し、後に合併。これらの変遷を経て2006年（平成18年）10月に両社の合併により新生・京都日産自動車が発足。
一方で、1988年（昭和63年）に京都4販社の共同出資で日産京都北販売が分離独立されたが、2011年（平成23年）1月に京都日産自動車と合併、京都府下全域を営業範囲とした京都府下最大規模となる日産唯一の販売会社となった。
ちなみに、与謝野町と伊根町・宮津市の担当する与謝野町の1店舗については、日産野田川販売が担当する。

## 沿革
- 1942年 - 京都自動車配給会社として発足。
- 1946年 - 日産自動車の総代理店となり、京都日産自動車株式会社として再出発。
- 1954年 - 京都プリンス自動車株式会社設立。
- 1966年 - メーカーの合併により、京都プリンス自動車が日産プリンス京都販売株式会社に商号変更。
- 2002年1月4日 - 会社分割により日産プリンス京都販売が、株式会社日産サティオ京都の事業を継承。
- 2006年
  - 4月3日 - 会社分割により京都日産自動車・日産プリンス京都販売共に資産管理会社と販売事業会社に分割。
  - 10月1日 - （二代目）日産プリンス京都販売株式会社が（二代目）京都日産自動車株式会社を合併し（三代目）京都日産自動車株式会社に商号変更。

## 主な店舗

### 新車
北部地区
- 西舞鶴店 - 舞鶴市字下福井408
- 東舞鶴店 - 舞鶴市南浜町9-1
- 福知山店 - 福知山市字前田1063-1
- 峰山店 - 京丹後市峰山町新町1581番地の1
- 亀岡大井北店 - 亀岡市大井町土田1-1-25
- 亀岡大井南店 - 亀岡市大井町並河3丁目18-26

京都市内
- 高野店 - 京都市左京区一乗寺地蔵本町44
- 洛北店 - 京都市左京区田中上大久保町15-3
- 西大路店 - 京都市中京区西ノ京東中合町54
- 南店 - 京都市南区吉祥院石原堂ノ後西町18
- 右京店 - 京都市右京区西院安塚町43
- 長岡京店 - 京都市伏見区羽束師菱川町210-1
- 伏見店 - 京都市伏見区竹田松林町3
- 桃山店 - 京都市伏見区桃山町山ノ下47-2
- 山科店 - 京都市山科区小野西浦16-4
- 山科音羽店 - 京都市山科区音羽前田町45
- 桂店 - 京都市西京区上桂森下町7宇治店
- 本社店 - 京都市南区西九条高畠町45
- 十条店 - 京都市南区上鳥羽角田町11
- 法人営業部 - 京都市南区上鳥羽角田町11

南部地区
- 向日店 - 向日市鶏冠井町極楽寺22-3
- カーメッセ久御山 - 久世郡久御山町森中内77-1
- 宇治店 - 宇治市槙島町二十四55-1
- 宇治東店 - 宇治市槙島町大川原7
- 宇治西店 - 久世郡久御山町佐山籾池13
- 京田辺店 - 京田辺市草内一ノ坪14-1
- 木津川台店 - 木津川市木津川台6丁目1-1

### 中古車店舗
- 日産カーパレス吉祥院 - 京都市南区吉祥院石原堂ノ後西町29
- 日産カーパレス伏見 - 京都市伏見区横大路芝生45-1
- カーメッセ久御山 U-car's - 久世郡久御山町森中内77-1
- Ｕタウン福知山 - 福知山市岩井87 - 1
- Ｕタウン峰山 - 京丹後市峰山町新町1581 - 1

### ルノー店舗
- ルノー京都 - 京都市南区吉祥院宮ノ西町15

### 京都サービス株式会社（板金子会社）
- 久御山工場 - 久世郡久御山町森中内77-1
- 吉祥院工場 - 京都市南区吉祥院東前田町46

## 京都府内の他の日産販売店
- 日産野田川販売